# Maskin makt
Maskin makt var en teknikhistorisk vandringsutställning och ett debattinlägg som producerades av den statliga myndigheten Riksutställningar i samarbete med Tekomuseum i Borås och Industrimuseet i Göteborg. Turnén pågick mellan 1977 och 1983 och skildrade textilproduktionens utveckling från handarbete i torparstuga till datorstyrd industri i fabriker. Maskin makt visades även på orter i Danmark, Finland och Norge.

## Bakgrund
Maskin makt var en formmässing vidareutveckling av Riksutställningars uppmärksammade vandringsutställning från 1973, Land du välsignade. Konstnären Anders Åberg hade genom den sistnämnda utställningen skapat en design som väckte uppmärksamhet genom att vara formmässigt nytänkande. Utställningen i sig bildade ett rum i själva ställningsrummet, ett rum som i sin tur delades in i tre mindre rum eller avdelningar. Maskin makt var än mer omfattande och antalet rum var sju.

## Tema
Maskin makt ville ge sin syn på hur den tekniska utvecklingen hade format samhället genom vävindustrins framväxt – från handvävstolen via mekanisk vävstol till 1970-talets automatiska vävmaskin. Utställningen sträckte sig tidsmässigt från hemväveriet på 1830-talet till 1976 då få bomullsväverier fanns kvar i Sverige.
I utställningen skildrades hur mekaniseringen av industrin, med vävning som exempel, drastiskt förändrade arbetarens villkor och i förlängningen hela samhället och dess syn på arbetskraft och produktionsmetoder. Miljöerna i de olika rummen visade hur vävningen förändrades, från att handla om hemarbete till att bli en fabrikssysselsättning där kontrollen över arbetarna ökade, liksom arbetstempot.

Inte minst handlade Maskin makt om den mänskliga sidan av industrialiseringen, från att jobba med händerna och ha översikt över hela arbetsprocessen till att i princip bli en maskinskötare med ansvar för en begränsad del av produktionen. Hur påverkade det människorna, funderade de ansvariga för projekteringen av Maskin makt:
Vilka uppfinningar var det som möjliggjorde denna övergång från hantverksväveriet till maskinväveri? Hur kändes det för skickliga hantverkare att förvandlas till maskinbetjänter? Hur förändrade den den nya tekniken arbetets organisation? Det är frågor som vi försöker gestalta i utställningen Att väva är att leva.
Fördelar med utvecklingen nämndes, men även nackdelar:
Man höjde alltså produktiviteten genom att automatisera även arbetaren. Tidsstudierna, som kom tidigt till textilindustrin, blev därvid ett verksamt medel./…/Men den nya teknologin har också medfört högre arbetstakt, återgång till treskift, ännu hårdare styrning av arbetaren – samt arbetslösa vävare.

## Produktion
Projektledare för Maskin makt blev Riksutställningars mångåriga producent Eva Persson, som också anges som ansvarig för idé, manus och materialinsamling.
Formgivaren och skulptören Lars Kleen fick uppdraget för formgivning, färgsättning och målning av Maskin makt. Hans arbete startade hösten 1975 när han gavs uppdraget att konstruera en modell och presentera ritningar på den kommande utställningen. Våren 1976 fick Riksutställningars utvecklingsverkstad direktiv att utarbeta alternativa förslag till utställningsskärmar, men Lars Kleens träkonstruktioner var det som slutligen antogs.
Under hösten 1976 bildades formellt arbetsgruppen där kärnan bestod bland annat av utställningsproducenten Eva Persson – projektledare för Maskin makt – och hennes medarbetare Ann Åkerman, Conny Bohman och Lars Jansson. Arbetsnamnet på projektet var Att väva är att leva, vilket senare blev Maskin makt. Ansvaret för att praktiskt tillverka Maskin makt gick till ateljépersonal Conny Bohman och Lars Jansson. Deltog i arbetet gjorde också Jan-Erik Lindahl, Göran Peterson och Peter Holfve. Britta Kleen gjorde arbetsritningarna.
Till utställningen planerades också en studieplan plus studiehäfte. Med Maskin makt följde också en 72-sidig katalog och en affisch som formgavs av Lars Kleen.
I likhet med Land du välsignade delades Maskin makts rumsliga form upp i flera delar, men här ökades antalet avdelningar (rum) från tre till sju. Innehållet avgränsades av skärmväggar och där besökaren leddes från miljö till miljö i en bestämd ordning. Samtidigt utvecklades formen. Medan Land du välsignade jobbade med ett dokumentärt och realistiskt uttryck rörde sig Maskin makt mer mot det abstrakta bildspråket.
Varje enskild miljö kompletterades med tekniska exempel i form av modeller i trä, längs ett ”utvecklingsspår”, som beskrev hur vävstolen hade utvecklats från helt manuell till styrd av datorkraft. Modellerna gav besökaren chans att själv prova på olika vävtekniker på ett förenklat och pedagogiskt vis. Ett av de tekniska exemplen var den automatiska spolväxlaren från 1930-talet, som presenterades som en av orsakerna till förvandlingen av det svenska väveriet – från långsamt handarbete till en hektisk och bullrande industriproduktion.

Projektledare Eva Persson förklarade:
Jag har genom att jämföra Land du välsignade med Maskin makt velat visa på två olika formspråk, det ena kallar jag scenografiskt och det andra skulpturalt. Båda är realistiska, det ena utifrån innehållet och det andra utifrån formen.
Maskin makt blev en av Riksutställningars större produktioner. Den bestod av 150 skärmar för att vart och ett av de sju rummen skulle kunna monteras separat och ge en mer flexibel utställning med en total yta på 160 kvadratmeter, men med möjlighet att bli ett enda rum, där storleken varierade från 25 kvadratmeter till 10 kvadratmeter. En takhöjd på över 270 centimeter krävdes. Enligt en artikel i Falu Kuriren 1979 vägde Maskin makt totalt 6,5 ton.

Totalvikten innebar logistiska problem som inte kunde bantas bort på ett enkelt vis, noterade formgivaren av utställningen, Lars Kleen, i en rapport.
Det har nu uppstått en övervikt på 800 kg. Den är omöjlig att helt reducera./…/
Längre ner:
/…/Vi har alltså 150 skärmar. 12 stycken väger 28 kg, 138 stycken väger under 20 kg. Det blir ett snitt på cirka 21 kg. Men för att göra det enklare säger vi att snittet ligger på 27 kg. Skärmarna är 270 cm höga och väger 27 kg, alltså väger varje dm på skärmen 1kg. Tar man bort 2 dm minskas vikten 2 kg. Vi hade 150 stycken skärmar, det gånger 2 kg gör 300 kg. Denna siffra är i själva verket alldeles för hög. Den riktiga vikten blir c:a 200 kg./…/
Problemet var den nyinköpta bussen, som inte kunde lasta tillräckligt, enligt Lars Kleens rapport.

### Maskin makts sju rum
Maskin makt gjorde ingen hemlighet av att den betraktade sig som ett debattinlägg om förhållandet mellan teknik och arbete. Så här presenterades innehållet:

#### 1. Handvävstolen
1830-tal, utgångspunkten. Två mot varandra ställda interiörer i Sjuhäradsbygden – ett torp i ett skogsbryn och en så kallad förläggargård i en dalgång. I torpstugan står en vävstol, en varpa, en spolmaskin och det ligger garn på golvet. På förläggargårdens kontor finns föremål som visar att något är i rörelse. Här finns prover på vad väverskan i torpet åstadkommer, bland annat mångfärgade dukar av bomull, men det finns också bevis för att förläggaren tänker mer storskaligt inför framtiden: ritningar av maskiner och fabriker, en modell av ett vattenhjul.

#### 2. Ny teknik på väg
Rum två föreställer ett hamnmagasin i Göteborg. Fokus ligger på råvaror och teknologi som importerades utifrån. Här får besökaren veta att den nya tidens vävteknologi först blev introducerad i Sjuhäradsbygden i södra Sverige, en textilbygd sedan 1600-talet. I rummet finns exempel på kommande ångdrift och en översiktsmodell av den brittiska uppfinningen från första halvan av 1700-talet: ”flygande skytteln”, som innebar starten för mekaniseringsprocessen inom textiltillverkningen – på både spinn- och vävsida, berättar utställningen. Besökaren kan själv prova hur ”nymodigheten” fungerar.

#### 3. Den mekaniska vävstolen
Rum 3 skulle beskriva fabrikssystemets pionjärtid, 1870-tal till 1900, sett ur företagarens synvinkel. Rummet dominerades av en modell som visade hur tidiga mekaniska vävstolar fungerade – en så kallad excenterdriven vävstol som drevs av en ångmaskin via en rem.

#### 4. Automatisk vävstol, 1930-tal
1930-1940-tal. Vävsal skildrad på ett realistiskt vis. Här fanns exempel på ny teknik som ökade arbetets specialisering och hastighet, bland annat den automatiska spolväxlaren och den automatiska varpväktaren, vilken gjorde att vävstolens produktionsförmåga ökades tredubbelt. 
En vävare, som vi intervjuat, mindes införandet av den automatiska spolväxlaren som den uppfinning som tog ifrån honom hans ”stolthet som vävare”.
Besökaren fick veta att det var under den här perioden som vävararbetaren ”mekaniseras och automatiseras”.
Arbetarnas reaktion mot mekaniseringen av dem mötte starkt motstånd och förenades med en bitter kritik av arbetsmiljön (vävsalarnas öronbedövande ljud, dammet, luftens fuktighet) och den ökade arbetstakten.

#### 5. Arbetsstudierum, 1940-tal
Textilfabrikens tidsstudieavdelning från 1940-talet. Besökaren har förflyttat sig från verkstadsgolvet till företagets planeringsavdelning. Tanken bakom rum 5 beskrivs så här:
En viktig del i 30-talets och senare decenniers rationaliseringar var tids- och metodstudierna. Som underlag för ackordsättningen bidrog tidsstudierna direkt till att öka arbetstakten. De redskap (stämpelklockor, stämpelkort, tidur och andra mätinstrument) som är tidsstudiefilsofins tekniska hjälpmedel att mekanisera människan skall ställas ut i rum 5, vars konstruktion och färgsättning skall illustrera den omutliga metoden att mäta mänskliga rörelser och registrera varje rörelse inom ett rutnät.

#### 6. Datakontrollerad vävmaskin, 1977 och framåt
Skulle beskriva Sulzers automatiska vävmaskin som spred sig under Europa i början på 1950-talet.
Maskin makt berättar för besökaren:
Samtidigt inleds den mest radikala rationaliseringen av svensk textilindustri någonsin. Väveri efter väveri läggs ner, vävare efter vävare friställs. För de vävare som är kvar har arbetstakten drivits upp (dyra maskiner får inte stå stilla, trådbrott måste knytas ihop med ögonblickets hastighet), arbetsförhållandena försämrats (treskiftet har återinförts), specialiseringen ökat (en vävares enda uppgift är idag att knyta ihop trådar som brister) och hans egen kontroll över hur mycket han producerar och hur resultatet blir är mindre än någonsin (väven försvinner direkt från maskinen, genom golvet, ner i lagret, där den mäts och delas upp före transport ur huset). Planeringen och övervakningen av produktionen kan i princip skötas med data. Det innebär även en kontroll av enskilda vävare och vävarlag, vars produktivitet avläses och lagras på planeringsavdelningens kontorsrum./…/

#### 7. Framtiden
Bildas av de övriga sex rummen och kan förvandlas till ett kontrollrum i en framtida textilindustri. Tänkta titthål ger tillbakablickar in i de andra rummen som besökaren har passerat och därmed en överblick över hela utvecklingskedjan hos den svenska textilindustrin.

Enligt utställningsproducent Eva Persson fanns viss självrannsakan hos de ansvariga för formgivningen.
Sista rummet (nr 6) i utställningen skulle beskriva teknikutvecklingen så som den kunde iakttas vid den tiden, samtidigt som rummet också skulle utgöra en naturlig höjdpunkt och avslutning på utställningen./…/Vi som arbetade med utställningen har aldrig känt oss riktigt nöjda med sista rummet, varken formmässigt eller innehållsmässigt. I viss mån bryter det utställningens form.

## Turné
I samband med visningarna av Maskin makt arrangerades kringarrangemang på de orter som besöktes, bland annat kompletterande utställningar, föredrag och diskussioner, föreställningar av film och teater på temat industriell utveckling. I Avesta visades bland annat spelfilmen Järnets män från 1935, en historia med inspiration från händelser i närliggande samhället Horndal.

### Videohörna
I anslutning till Maskin makt fanns också en ”videohörna” som visade filmerna:
- Maskin-makt
- 14 minuter, färg, producent: Riksutställningar (Anders Wahlgren)
- Arbetets löner
- 28 minuter, svartvit, producent: Lars Westman
- Människan och fabriken
- 10 minuter, svartvit, producent: Thorgeir Thorgeirsson
- Några glimtar från Sveriges Manchester
- 14 minuter, svartvit, producent: YFA (AB Förenade Yllefabriker)
- Vävning – från skyttel till projektil
- 7 minuter, färg, producent: Gebrüder Sulzer[17]

### Turnéplan
Maskin makt besökte 27 orter mellan åren 1977 och 1983, inte bara i Sverige utan även i Danmark, Finland och Norge. (Totala antalet besökare inom parentes där uppgifter finns.)

#### 1977
- Borås, konstmuseet i kulturhuset 16/10–20/11 (12 533)
- Kinna, sessionssalen kommunalhuset 27/11–18/12 (2 570)

#### 1978
- Alingsås, Folkets hus 21/1–19/2 (2 174)
- Färgelanda, Färgelanda folkhögskola 28/2–21/3 (926)
- Göteborg, Industrimuseet 8/4–6/8 (15 030)
- Katrineholm, Röda ladan 21/8–10/9
- Nyköping, konsthallen, Södermanlands museum 16/9–15/10
- Eskilstuna, Eskilstuna konstmuseum 22/10–26/11

#### 1979
- Falun, Dalarnas museum 3/2–4/3 (5 161)
- Mora, Skandiabiografen 10/3–25/3 (1 143)
- Avesta, Sjöviks folkhögskola 31/3–11/4, 15/4–22/4 (986)
- Stockholm, Nordiska museet 17/5–11/11
- Luleå, Informationscentralen 3/12–27/1 (2 260)

#### 1980
- Piteå, Strömbackaskolan 3/2–2/3 (4 955)
- Kiruna, stadshuset 10/3–20/4 (6 230)
- Umeå, Västerbottens museum
- Skellefteå, Expolaris 5/10–9/11

#### 1981
- Hasseludden
- Lidköping, Hantverks- och sjöfartsmuseum 8/1–15/3
- Jönköping, länsmuseum
- Sundsvall, stadsmuseum 12/9–18/10 (10 039)

#### 1982
- Norrköping, Stadshistoriska museet 30/10–17/1 (9 496)
- Tammerfors (Finland), Tekniska museet 12/2–14/3
- Pori/Björneborg (Finland), länsmuseet 26/3–18/4
- Örebro, Örebro läns museum 15/5–13/6 (3 828)
- Porsgrunn (Norge), Folkets hus

#### 1983
- Randers (Danmark), Kulturhistoriska museet

### Slutstation
1985 blev Maskin makt en fast utställning i Rydals textilmuseum, Marks kommun i Västergötland. Beslutet väckte heta känslor och ledde till både debatt och bojkott, se avsnittet nedan.

## Reaktioner
Maskin makt blev inte en lika välbesökt utställning som Land du välsignade, trots att de bägge var uppbyggda på ett snarliknande vis. Orsaken kan delvis ha berott på det mer abstrakta formspråket som ställde större krav på publikens tålamod.

I Kiruna väckte Maskin makt en inledande bestörtning:
På grund av ett missförstånd trodde stadshusledningen att utställningen var några skärmar och så visade det sig vara ett stort ”monster”, som fyllde så mycket av stadshushallen att andra inplanerade aktiviteter måste inställas.
Kritik riktades mot Maskin makt genom facktidningen Beklädnadsfolket, som rapporterade om en debatt i samband med att utställningen visades i Borås. Alla deltagare i debatten höll inte med om vad Maskin makt ville berätta:
– Utställningen ger en helt felaktig bild av textilindustrins utveckling. Den smutskastar tekniken, menade företagare och tekniker från Textilinstitutet i Borås. I panelen var det främst Reimar Westerlind som uppträdde som missionär för maskinerna. – Vi lever idag i en tid som hela tiden förändras och vi måste leva med denna förändring. Framtidens produktion kommer att bli otroligt rationell och otroligt datastyrd./…/Detta är inget negativt utan tvärtom. Till alla dem som är kritiska till tekniken vill jag säga: Ni har inte levt med tjusningen med maskinerna.
Maskin makt skulle efter sin turné i Skandinavien ställas ut permanent i den gamla bomullsfabriken i Rydal, Västergötland. Syftet var att förvandla fabriken till ett slags ”textilcentrum” med kombinationen tekomuseum och produktutställning av lokala företagare – med Maskin makt som en av attraktionerna. Ingen bra idé, tyckte Ivan Ludvigsson, direktör för Ludvig Svenssons gardinfabrik i Kinna. 
– Vi kan inte delta med våra produkter under samma sak, där det finns en utställning som ger en helt felaktig bild av teko-industrin, säger direktör Ivan Ludvigsson/…/
Texten i Borås Tidning fortsätter på sidan 14: 
Kommunen hade inbjudit samtliga medlemmar i Markföretagens Intresseförening att vara med. Några ställer upp – men de flesta har tackat nej! Anledningen är den omdebatterade utställningen från Riksutställningar ”Maskin makt.”/…/Rolf Pettersson, Markföretagens intresseförening, omtalar att man haft förhandlingar med Marks kommun om den aktuella textilindustriutställningen. – Vi har velat göra ändringar på innehållet i utställningen och även skapa en positivare bild av industrin. Men det har inte gått. Det är synd.

## Ekonomi

### Budget
- Förslag för 1976–1977: 148 000 kronor.
- Förslag för 1977–1978: 70 000 kronor.

Beräknad totalkostnad för Maskin makt åren 1976–1978: 218 000 kronor. Kostnader för övriga år är oklart.